# Zhang Qiongyue
Zhang Qiongyue (張瓊月T, 张琼月S, Zhāng QióngyuèP; Jilin, 12 marzo 2004) è una tiratrice a segno cinese.
Ha vinto una medaglia di bronzo ai giochi olimpici del 2024 e altre sei medaglie in diverse manifestazioni sportive internazionali e continentali.

## Biografia
Zhang Qiongyue è nata il 12 marzo 2004 a Jilin, in Cina.
Nel 2022, Zhang partecipò ai campionati mondiali di tiro al Cairo, classificandosi terza nell'evento a squadre.
Il 26 marzo 2023, arrivò al primo posto nella coppa del mondo a Bhopal. Il 21 agosto, arrivò prima ai mondiali a Baku con 465,3 punti, stabilendo un nuovo record mondiale under 20.
L'anno seguente, Zhang prese parte alle Olimpiadi del 2024 a Parigi, stabilendo un record congiunto con l'americana Sagen Maddalena di 593 punti durante le qualificazioni il 1º agosto e vincendo il bronzo nella finale il giorno dopo.

## Palmarès
- Giochi olimpici: 1
 Bronzo carabina 50 metri 3 posizioni (Parigi 2024)
- Campionati mondiali di tiro: 2
 Bronzo carabina 50 metri 3 posizioni a squadre (Cairo 2022)
 Oro carabina 50 metri 3 posizioni (Baku 2023)
- Coppa del mondo di tiro: 1
 Oro carabina 50 metri 3 posizioni (Bhopal 2023)
- Giochi asiatici: 2
 Oro carabina 50 metri 3 posizioni a squadre (Hangzhou 2022)
 Argento carabina 50 metri 3 posizioni (Hangzhou 2022)
- Campionati asiatici di tiro: 1
 Argento carabina 50 metri 3 posizioni a terra (Changwon 2023)